# Crackdown (franquia)
Crackdown é uma série de jogos eletrônicos de ação-aventura criada por David Jones, o pai e diretor da série Grand Theft Auto. A série se passa em uma cidade futurística distópica controlada e reforçada por uma organização secreta chamada Agency. Os jogos são centrados nos super soldados da Agency, conhecidos como 'Agentes', enquanto lutam contra ameaças que vão de vários sindicatos criminosos, um grupo terrorista conhecido como 'Cell' e monstros semelhantes a zumbis chamados 'Freaks'.
Os jogos da série foram desenvolvidos por vários desenvolvedores de jogos, com o primeiro jogo Crackdown concluído pela Realtime Worlds em 20 de fevereiro de 2007 e uma sequência chamada Crackdown 2 desenvolvida pela Rockstar Dundee em 6 de julho de 2010. Ambos os jogos foram lançados para Xbox 360. Uma terceira entrada, Crackdown 3, foi desenvolvida pela Sumo Digital, e foi lançada em 15 de fevereiro de 2019 para Xbox One e Windows 10. Em 10 de novembro de 2020, Crackdown 3 chegou também aos Xbox Series X|S.

## Jogos
| 2007 | Crackdown   |
| 2008 |             |
| 2009 |             |
| 2010 | Crackdown 2 |
| 2011 |             |
| 2012 |             |
| 2013 |             |
| 2014 |             |
| 2015 |             |
| 2016 |             |
| 2017 |             |
| 2018 |             |
| 2019 | Crackdown 3 |

### Crackdown
Crackdown foi lançado em 20 de fevereiro de 2007 para o console Xbox 360. Originalmente em desenvolvimento para o Xbox em 2002, a Microsoft sugeriu em 2004 que a Realtime Worlds lançasse o jogo para o então futuro Xbox 360. Uma demo foi apresentada na convenção E3 de 2006. Devido ao interesse oscilante dos jogadores de teste durante o final do desenvolvimento, a Microsoft decidiu lançá-lo com códigos de acesso ao beta do multijogador de Halo 3 para ajudar nas vendas.
O jogo se passa em Pacific City, uma metrópole distópica que sofre com o aumento da criminalidade. Sindicatos criminosos — nomeadamente os Los Muertos, a Volk, e a Corporação Shai-Gen — tomaram o controle de seus três principais territórios, equipados com armas de nível militar que dificultam o combate por parte das autoridades. Uma organização secreta conhecida como Agência decidiu eliminar o crime organizado da cidade usando seus vastos recursos e seres humanos geneticamente modificados chamados de Agentes. O Agente conseguiu derrubar cada sindicato criminoso, mas posteriormente foi revelado que a própria Agência havia fornecido as armas aos criminosos. O plano era levar a cidade ao caos para depois intervir, parar os criminosos e serem aclamados como heróis ao tomarem o controle.

### Crackdown 2
Embora a Realtime Worlds tenha confirmado que criaria uma série após o sucesso do primeiro Crackdown, atrasos no orçamento entre a Microsoft e a Realtime resultaram no cancelamento da sequência pelo estúdio. No entanto, a Microsoft ainda detinha os direitos autorais de Crackdown e contratou a desenvolvedora escocesa Ruffian Games para criar o jogo. Um trailer de Crackdown 2 foi divulgado na E3 de 2009.
A sequência se passa 10 anos após os eventos do primeiro jogo. Enquanto o crime organizado foi contido em Pacific City, um grupo terrorista chamado 'Cell' iniciou uma revolta para derrubar a Agência, que havia tomado o controle da cidade. A líder do Cell e ex-cientista da Agência, Catalina Thorne, liberou uma cepa mortal do vírus "Freak", infectando muitos cidadãos e transformando-os em monstros irracionais chamados Freaks. A Agência tentou conter a epidemia com o Projeto Sunburst, uma arma que usava a luz do sol para destruir os Freaks. No entanto, o Cell tomou o controle dos geradores do projeto antes que ele fosse ativado. Isso forçou a Agência a enviar seu novo Agente, mais bem equipado, para combater os terroristas e os Freaks. O Agente conseguiu retomar os geradores, mesmo sendo quase derrotado quando os antigos Agentes do primeiro jogo o atacaram. Ao tentar ativar o beacon principal, Thorne surgiu em um helicóptero e tentou destruí-lo com metralhadoras. O Agente então se sacrificou ao se lançar contra as hélices do helicóptero, danificando-o gravemente e forçando Thorne a fugir. O Projeto Sunburst destruiu todos os Freaks de Pacific City, tornando o local seguro novamente. Uma cena pós-créditos mostra Thorne sobrevivendo à queda e analisando a mão decepada do Agente, que havia caído dentro do helicóptero durante seu sacrifício.

### Crackdown 3
Um terceiro jogo foi desenvolvido pela Sumo Digital, com direção do criador original David Jones. O jogo foi revelado como Crackdown 3 durante a conferência da Microsoft na Gamescom de 4 de agosto de 2015. A revelação inicial mostrou a habilidade dos jogadores de destruir arranha-céus dinamicamente. Crackdown 3 retorna às origens da série, com o diretor criativo da Microsoft Studios, Ken Lobb, afirmando que o jogo se passa no futuro do primeiro título, mas em uma linha do tempo alternativa em relação a Crackdown 2. A antiga desenvolvedora Ruffian Games também prestou assistência adicional ao desenvolvimento. No entanto, isso foi alterado em 2019, e o terceiro título passou a se situar uma década após o segundo. O jogo estava previsto originalmente para ser lançado em 7 de novembro de 2017 para Xbox One e Microsoft Windows, mas foi adiado para 2019. O jogo foi lançado em 15 de fevereiro de 2019 com críticas mistas.

## Ligações Externas
- Crackdown (série) no MobyGames
- Crackdown (site oficial) (em inglês)